# Гай Леканій Басс (консул-суффект 40 року)
Гай Леканій Басс (лат. Gaius Laecanius Bassus, I століття) — політик і державний діяч Римської імперії, консул-суффект 40 року.
Походив з роду Леканіїв із портового міста Пула острова Істрія. Про дитинство, батьків відомостей не збереглося. 13 січня 40 року після одноосібного консульства імператора Калігули був консулом-суффектом разом з Квінтом Теренцієм Куллеоном. Під час їхньої каденції повністю виконували волю Калігули.
Є батьком Гая Леканія Басса, консула 64 року.